# Хенкок (Висконсин)
Хенкок (енгл. Hancock) град је у америчкој савезној држави Висконсин.

## Демографија
По попису из 2010. године број становника је 417, што је 46 (-9,9%) становника мање него 2000. године.
| Група             | 2000.       | 2010.       |
| Белци             | 408 (88,1%) | 365 (87,5%) |
| Афроамериканци    | 0 (0,0%)    | 2 (0,5%)    |
| Азијати           | 1 (0,2%)    | 1 (0,2%)    |
| Хиспаноамериканци | 40 (8,6%)   | 46 (11,0%)  |
| Укупно            | 463         | 417         |